# Деблуа (Мен)
Деблуа (англ. Deblois) — місто (англ. town) в США, в окрузі Вашингтон штату Мен. Населення — 74 особи (2020).

## Демографія
Згідно з переписом 2010 року, у місті мешкало 57 осіб у 27 домогосподарствах у складі 17 родин. Було 65 помешкань
Расовий склад населення:
| - 94,7 % — білих - 1,8 % — корінних американців |

До двох чи більше рас належало 3,5 %. Частка іспаномовних становила 0,0 % від усіх жителів.
За віковим діапазоном населення розподілялося таким чином: 19,3 % — особи молодші 18 років, 56,1 % — особи у віці 18—64 років, 24,6 % — особи у віці 65 років та старші. Медіана віку мешканця становила 45,8 року. На 100 осіб жіночої статі у місті припадало 111,1 чоловіків;  на 100 жінок у віці від 18 років та старших — 109,1 чоловіків також старших 18 років.
Середній дохід на одне домашнє господарство  становив 28 820 доларів США (медіана — 27 917), а середній дохід на одну сім'ю — 31 870 доларів (медіана — 32 500). За межею бідності перебувало 11,8 % осіб, у тому числі 0,0 % дітей у віці до 18 років та 0,0 % осіб у віці 65 років та старших.
Цивільне працевлаштоване населення становило 14 осіб. Основні галузі зайнятості: сільське господарство, лісництво, риболовля — 35,7 %, роздрібна торгівля — 21,4 %, мистецтво, розваги та відпочинок — 21,4 %.